# Parco nazionale della Valle dei fiori
Il Parco nazionale della Valle dei fiori è un parco nazionale dell'India. Si trova a Chamoli nello stato dell'Uttarakhand. Assieme al vicino Parco nazionale del Nanda Devi è stato inserito tra i Patrimoni dell'umanità dell'UNESCO.
Conosciuto per i suoi prati e le specie endemiche di fiori selvatici, tra i quali anche l'acero indiano (Acer caesium), il papavero spinoso (Meconopsis aculeata) e una specie di saussurea (Saussurea atkinsoni). La valle dal paesaggio variegato ospita anche alcune specie animali rare come l'orso dal collare e il leopardo delle nevi, il cervo muschiato, l'orso bruno, la volpe rossa e la pecora blu. Gli uccelli che si trovano nel parco includono il fagiano monale himalayano e altri uccelli d'alta quota.
A 3.352-3.658 metri sul livello del mare, il dolce paesaggio del Parco Nazionale della Valle dei Fiori completa l'aspra natura montana del Parco Nazionale Nanda Devi a est. Insieme, comprendono una zona di transizione unica tra le catene montuose dello Zanskar e del Grande Himalaya. Il parco si estende per 87,50 km² ed è lungo circa 8 km e largo 2 km. Si trova completamente nella zona alpina temperata. Entrambi i parchi sono compresi nella Riserva della Biosfera Nanda Devi (223 674 ettari), che è ulteriormente circondata da una zona cuscinetto (5 148,57km²).
Il parco è aperto solo durante l'estate, da giugno a ottobre, ed è coperto da forti nevicate per il resto dell'anno.

## Storia
Il luogo era poco conosciuto dal mondo esterno a causa della sua inaccessibilità. Nel 1931, Frank S. Smythe, Eric Shipton e R. L. Holdsworth, tutti alpinisti britannici, persero la strada mentre tornavano da una spedizione di successo sul Monte Kamet e si imbatterono nella valle, che era piena di fiori. Furono attratti dalla bellezza della zona e la chiamarono la "Valle dei Fiori". Smythe in seguito scrisse un libro con lo stesso nome.
Nel 1939, Lady Joan Margaret Legge, (21 febbraio 1885 – 4 luglio 1939), una botanica deputata dai Royal Botanic Gardens di Kew, arrivò nella valle per studiare i fiori e mentre attraversava alcuni pendii rocciosi per raccogliere fiori, scivolò e morì. Sua sorella in seguito visitò la valle ed eresse un memoriale vicino al luogo.

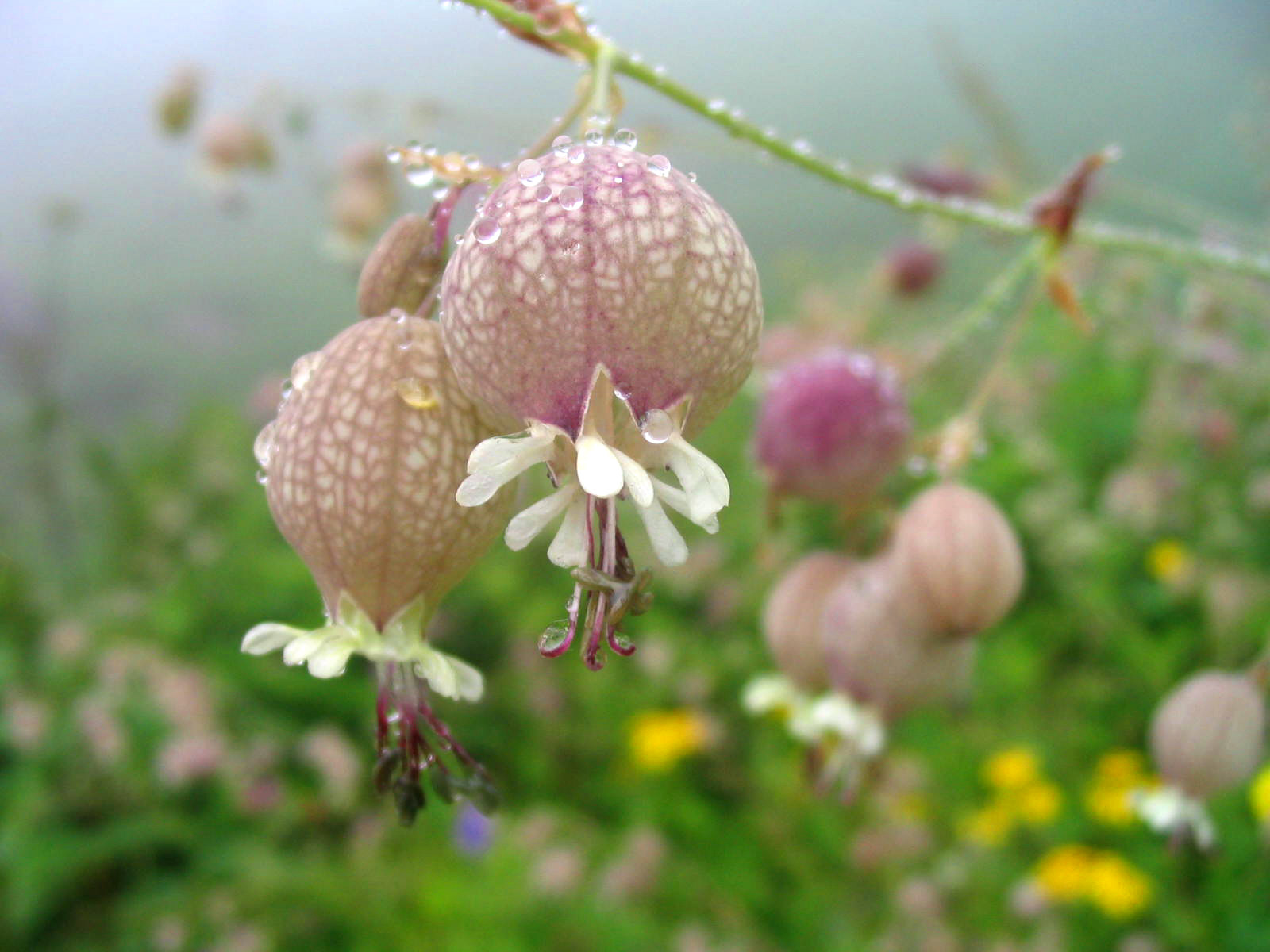
Fiore selvatico nella Valle dei fiori

Il Prof. Chandra Prakash Kala, un botanico deputato al Wildlife Institute of India, ha condotto uno studio di ricerca sulla floristica e la conservazione della valle per un decennio, a partire dal 1993. Ha fatto un inventario di 520 piante alpine che crescono esclusivamente in questo parco nazionale e ha scritto due libri: "La Valle dei Fiori – Mito e Realtà" e "Ecologia e Conservazione del Parco Nazionale della Valle dei Fiori, Garhwal Himalaya".

## Posizione

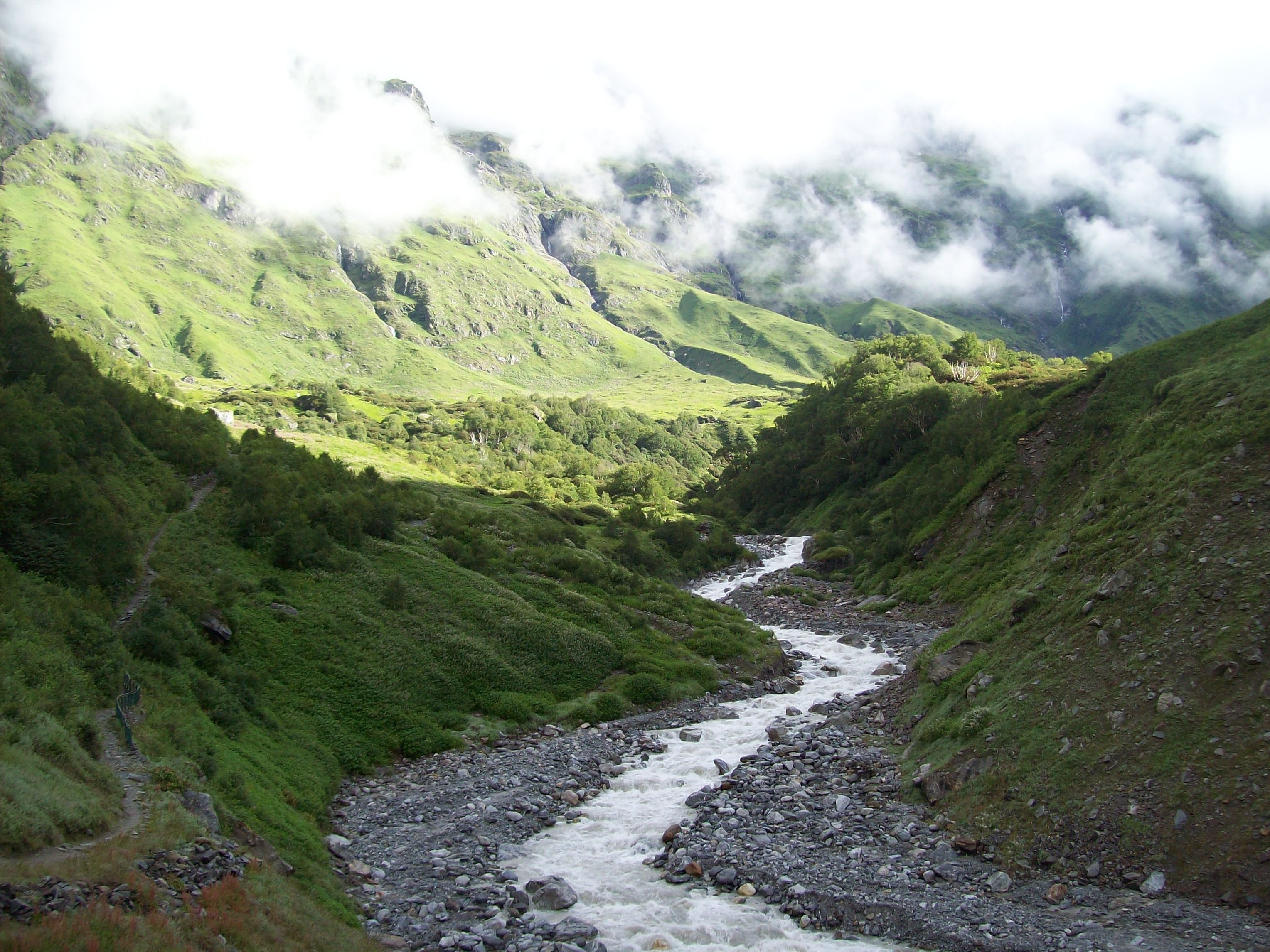
Valle dei Fiori, vedi trekking sul lato sinistro e valle di fronte.

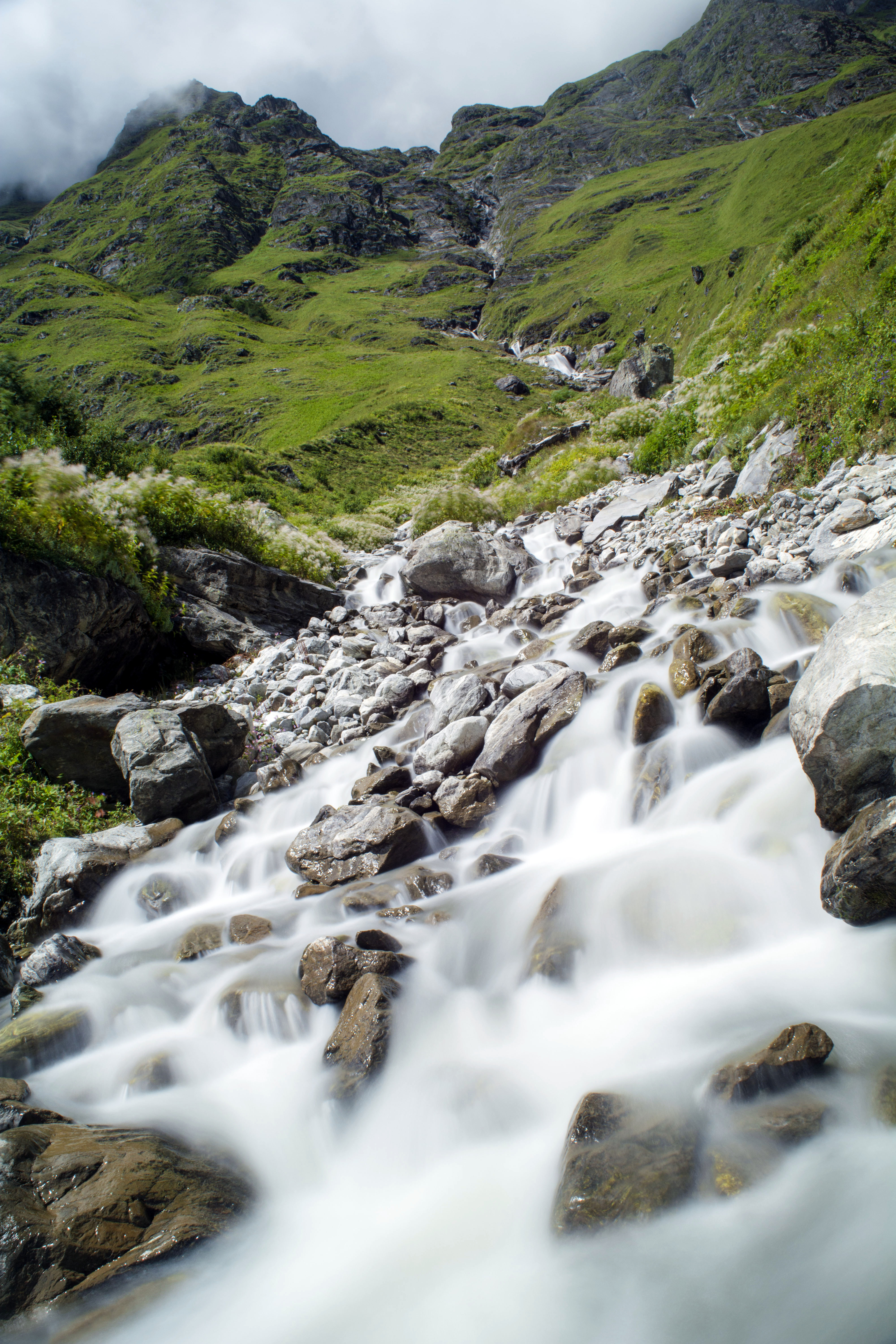
Uno dei torrenti che taglia il percorso del trekking.

Raggiungere la Valle dei Fiori richiede un trekking di circa 17 km. La città principale più vicina è Joshimath nel Garhwal, che ha comodi collegamenti stradali da Haridwar e Dehradun, entrambi a circa 270 km a sud di Joshimath. Da Delhi, si può prendere il treno per Haridwar e poi viaggiare in autobus fino a Govindghat via Rishikesh. Govindghat si trova a circa 24 km prima di un'altra importante destinazione di Badrinath. È anche possibile guidare da Delhi a Govindghat, una distanza di circa 500 km.
Govindghat è un piccolo posto vicino a Joshimath (circa un'ora di auto), dove inizia il trekking. Da Govindghat, i taxi condivisi arrivano fino a 4 km e poi un trekking di meno di 11 km porta gli escursionisti a Ghangaria, un piccolo insediamento situato a circa 3 km dalla valle. Si può anche noleggiare un facchino, un mulo o un elicottero per raggiungere Ghangaria. Il trekking da Govindghat a Ghangaria è comune al Tempio Sikh Gurudwara Shri Hemkund Sahib a Hemkund ed è probabile che un escursionista trovi molti pellegrini Sikh lungo il percorso. Quando ci si avvicina a Ghangaria, si viene accolti da campi di fiori selvatici profumati, cespugli di rose selvatiche e fragole selvatiche ai lati del sentiero. I visitatori della Valle dei Fiori devono ottenere un permesso dal Dipartimento Forestale, a Ghangaria. Il permesso è valido per tre giorni. Durante le ore diurne sono consentite solo le visite e i trekking.
I visitatori non sono autorizzati a soggiornare all'interno del parco nazionale e l'alloggio può essere ottenuto a Ghangaria. Il periodo migliore per visitarla è tra luglio e l'inizio di settembre, quando la valle è piena di fiori, subito dopo lo scoppio dei monsoni.

## Ecologia

### Biodiversità
La Valle dei Fiori è una valle himalayana d'alta quota, riconosciuta a livello internazionale da oltre un secolo e citata nella religione indù: gli yogi indiani si recavano nella valle per la meditazione. La Valle dei Fiori ha acquisito importanza per la ricca diversità di flora alpina riflette la posizione della valle all'interno di una zona di transizione tra le catene montuose dello Zanskar e del Grande Himalaya a nord e a sud, e tra la flora dell'Himalaya orientale e dell'Himalaya occidentale. Un certo numero di specie vegetali sono considerate minacciate. Molte non sono state registrate al di fuori dell'Uttarakhand. Il Parco Nazionale della Valle dei Fiori è la seconda zona centrale della Riserva della Biosfera di Nanda Devi.